# لینگواجلوسا
لینگواجلوسا (به ایتالیایی: Linguaglossa) یک کومونه در ایتالیا است که در استان کاتانیا واقع شده‌است.

## خصوصیات
لینگواجلوسا ۵۸ کیلومترمربع مساحت و ۵٬۳۶۱ نفر جمعیت دارد و ۵۵۰ متر بالاتر از سطح دریا واقع شده‌است.